# Hanne Darboven
Hanne Darboven (Múnich, 29 de abril de 1941-Hamburgo, 9 de marzo de 2009) fue una artista conceptual alemana conocida por sus instalaciones minimalistas a gran escala consistentes en tablas de números escritas a mano.

## Biografía
Hanne Darboven creció en Rönneburg, un suburbio meridional de Hamburgo, como la segunda de las tres hijas de Cäsar Darboven y Kirsten Darboven. Su padre era un hombre de negocios de buena posición en Hamburgo.

### Trayectoria profesional
Desde 1962 hasta 1965 Darboven estudió arte con Willem Grimm y Almir Mavignier en la Hochschule für bildende Künste de Hamburgo. Desde 1966 hasta 1968 vivió en la ciudad de Nueva York, al principio en total aislamiento de la escena artística de Nueva York. En el verano de 1966/67 conoció a Sol LeWitt y Carl Andre, representativos del arte minimal. Poco después comenzaron sus primeras series de dibujos sobre papel milimetrado con listas de números, que dieron como resultado complicadas adiciones o multiplicaciones con fechas de calendario, horas y días de la semana. Dos de ellas, Kalendergeschichten y Urzeit/Uhrzeit Fish und Vogel, se encuentran expuestas en el Museo de Arte Contemporáneo Helga de Alvear.
Falleció en Hamburgo el 9 de marzo de 2009 a las 67 años de edad.

## Exposiciones
- 1967: Konrad Fischer, Düsseldorf  (con Charlotte Posenenske)
- 1969: Kunsthalle Bern, Harald Szeemann: When Attitudes Become Form – Live in your head
- 1972: Documenta 5, Kassel
- 1973: Bienal de São Paulo, São Paulo
- 1974: Kunstmuseum Basel, Ein Monat, ein Jahr, ein Jahrhundert; Leo Castelli, Nueva York; Ileana Sonnabend Gallery, Nueva York
- 1977: Documenta 6, Kassel
- 1979: Bienal de Sydney, Sydney
- 1982: Documenta 7, Kassel
- 1982: Bienal de Venecia, Venecia
- 1984: Von hier aus – Zwei Monate neue deutsche Kunst in Düsseldorf, Düsseldorf
- 1989: Museo Ludwig en Rheinhallen, Colonia, Bilderstreit
- 1990: Portikus, Fráncfort del Meno; Museo de Arte Contemporáneo, Los Ángeles
- 1996: Dia Center for the Arts, Nueva York
- 1997: Staatsgalerie Stuttgart, Kinder dieser Welt; Neue Nationalgalerie Berlín; Haus der Kunst, Múnich
- 1999: Hommage à Picasso Deichtorhallen Hamburgo (con Andrea Zittel, Inez van Lamsweerde)
- 2002: Documenta 11, Kassel, Poems: 4 x 136 Wunschkonzert, Rauminstallation, Filme, Sextett für Streicher, opus 44
- 2006: Deutsche Guggenheim, Berlín, Hommage à Picasso (1995–2006)[5]

## Colecciones públicas (selección)
- ARCO Foundation Collection, Madrid
- Centro Georges Pompidou, París
- Dia:Beacon, Beacon / NY
- Dia:Chelsea, Nueva York
- Hamburger Bahnhof, Berlín
- Hamburger Kunsthalle, Hamburgo
- Kaiser-Wilhelm-Museum, Krefeld
- Ludwig Forum für Internationale Kunst, Aquisgrán
- MADRE, Nápoles
- Museo Abteiberg, Mönchengladbach
- Museo de Arte Contemporáneo Helga de Alvear
- Museo für Moderne Kunst, Fráncfort del Meno
- Museo Küppersmühle, Duisburgo
- Museo Nacional de Arte, Arquitectura y Diseño, Oslo
- Bundeskunstsammlung, Bonn
- Schaulager, Basilea
- Stedelijk Museum voor Actuele Kunst (S.M.A.K.) en Gante
- Museo Nacional Centro de Arte Reina Sofía, Madrid.[6][7]
- Museo de Arte Contemporáneo Helga de Alvear.[8]

## Premios y reconocimientos
- 1985 Edwin-Scharff-Preis de la ciudad de Hamburgo.[9]
- 1994 Lichtwark-Preis de la ciudad de Hamburgo.[9]
- 1997 Miembro de la Academia de las Artes de Berlín.